# Belarussische Staatliche Musikakademie

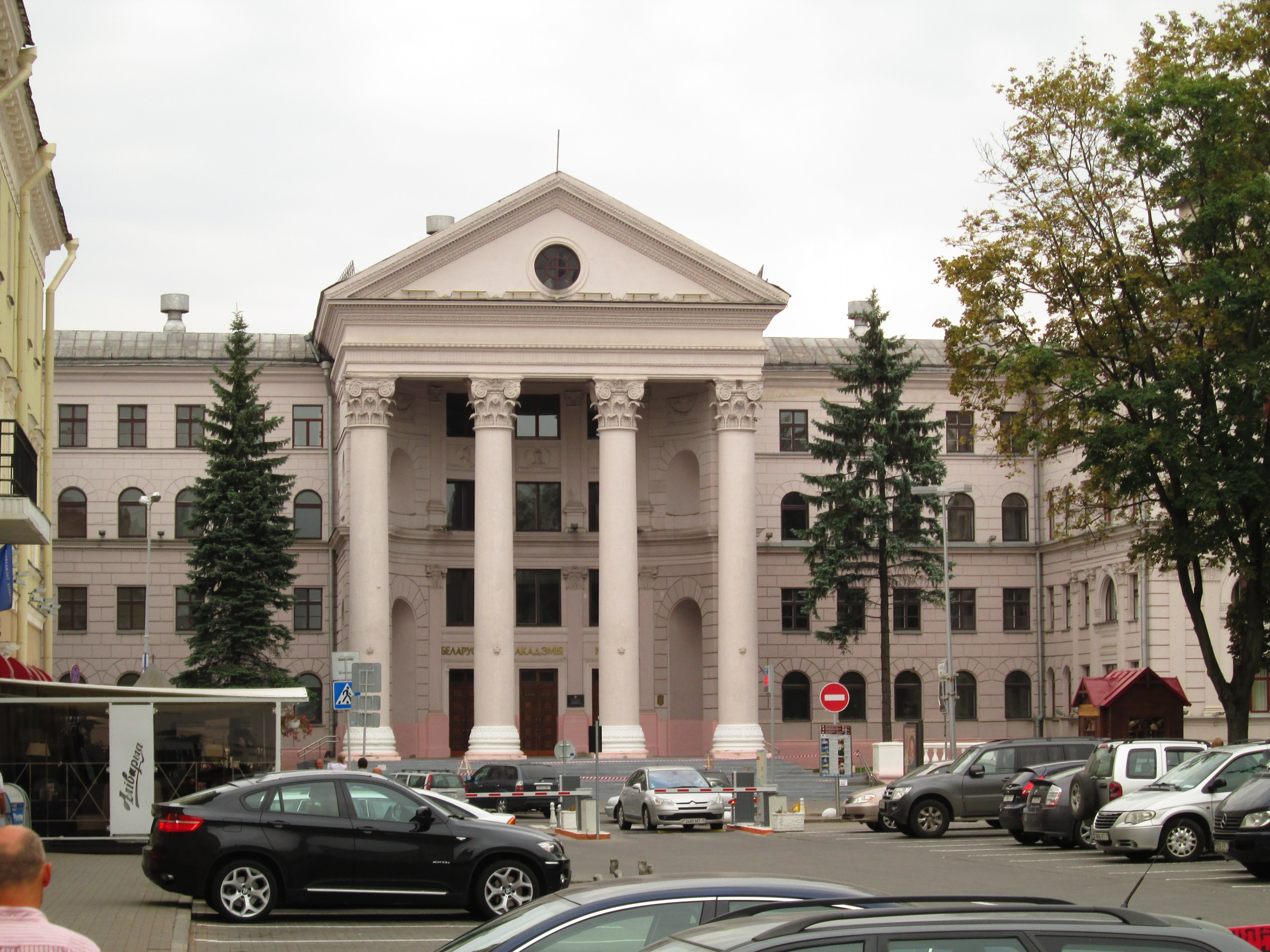
Belarussische Staatliche Musikakademie (2013)

Die Belarussische Staatliche Musikakademie oder Weißrussische Staatliche Musikakademie (belarussisch Беларуская дзяржаўная акадэмія музыкі) ist eine Musikhochschule in der belarussischen Hauptstadt Minsk.
Die Hochschule wurde 1932 als Konservatorium gegründet, war von 1934 bis 1992 nach dem ehemaligen Bildungsminister Anatoli Wassiljewitsch Lunatscharski benannt und hat seit 1992 den Status einer Musikakademie. Eine Filiale befindet sich in Mahiljou.
Die Musikakademie hatte 2017 über 1000 Studierende, davon etwa 200 Ausländer. Rektorin ist Jekaterina Dulowa.